# 1999년
1999년은 금요일로 시작하는 평년이다.

## 사건
- 1월 1일 - 유로화 도입.
- 2월 11일 - 이스라엘 헤즈볼라 거점 폭격.
- 2월 12일 - 미국 상원이 빌 클린턴 대통령 탄핵안을 부결시키다.
- 2월 12일 - 복제 소 영롱이가 탄생.
- 3월 12일 - 헝가리와 폴란드가 NATO에 가입함.
- 3월 24일 - 코소보 전쟁 발발. (~ 6월 10일)
- 4월 15일 - 대한항공 6316편 추락 사고가 일어남.
- 4월 19일 - 영국 여왕인 엘리자베스 2세가 한국 방문.
- 4월 30일 - 캄보디아가 ASEAN의 10번째 회원국으로 가입.
- 5월 11일 - MBC 본사에서 주조정실 난입 방송사고 발생.
- 5월 20일 - 대구광역시 효목동에서 대구 황산테러 발생.
- 6월 1일 - 아메리칸 항공 1420편 활주로 이탈 사고로 11명 사망, 110명 부상.
- 6월 15일 - 서해에서 남북 경비정 간에 총격전이 벌어지다(서해 교전, 제1연평해전).
- 6월 30일 - 대한민국 경기도 화성군 소재 씨랜드 청소년수련원 화재 사건으로 유치원생 19명과 인솔교사 및 강사 4명 등 23명이 숨지고 5명이 부상당함.
- 7월 20일 - 전 중국공산당 주석 장쩌민이 중국에 있는 수백만 명의 파룬궁 수련생들을 탄압하다.
- 7월 31일 - 미국 달 탐사선 루나 프로스펙터, 달에 충돌.
- 8월 4일 - 치사율 80% 에볼라 바이러스 독일에서 첫 출현.
- 8월 9일 - 일본참의원, 기미가요와 히노마루(일장기)를 국가와 국기로 정하는 법안 가결.
- 8월 10일 - 네덜란드, 세계 최초로 안락사 인정 법안 마련.
- 8월 11일 - 20세기 최후 개기 일식 진행.
- 8월 17일 - 터키에 진도 7.8의 강진 발생, 3만여 명 매몰.
- 8월 19일 - 유고슬라비아 연방 공화국에서 수만 명의 시민이 슬로보단 밀로셰비치의 사임을 요구하며 시위.
- 8월 26일 - 대한민국 대우 채권금융기관, 대우그룹 12개 계열사 워크아웃 결정.
- 8월 28일 - 러시아 유인 우주정거장 미르 호, 13년 만에 공식 활동 종료.
- 8월 30일 - 동티모르에서 인도네시아로부터의 독립 여부를 묻는 투표가 유엔 감시하에 실시되었다.
- 9월 2일
  - 조선민주주의인민공화국, 서해 북방한계선(NLL) 무효 주장하며 새로운 해상군사분계선 일방 획정.
  - 대한민국 김종필 국무총리와 일본 오부치 게이조 총리와 회담, 조선민주주의인민공화국 미사일 문제관련 한미일3국 공조협력체제 유지 합의
- 9월 10일 - 대한민국, 일본 대중문화 2차 개방 발표.
- 9월 14일 - 나우루, 키리바시, 통가, 유엔 가입
- 9월 16일 - 대한민국, 동티모르 파병 결정
- 9월 21일 - 대만, 921 대지진 발생
- 9월 24일 - 대한민국, 포괄적핵실험금지조약(CTBT) 비준
- 9월 29일 - 미국 AP, 한국전쟁 당시 미군의 노근리 양민 학살사건 첫 보도.
- 10월 4일 - 대한민국 월성3호기 원자로 누설로 작업자 22명 방사능 피폭
- 10월 16일 - 대한민국이 상록수 부대를 동티모르에 파병하다. 이날 파병된 병력은 선발대 160명이다.
- 10월 30일 - 대한민국 인천광역시 소재 인현동 호프집 화재 참사가 발생하여 중고생을 비롯한 52명이 숨지고 71명이 부상당함.
- 10월 31일 - 이집트 항공 990편 추락 사고가 일어나다.
- 11월 6일 -  오스트레일리아, 군주제 폐지안을 부결시키다.
- 11월 26일

- 인도네시아군의 암본 충돌 개입으로 29명 사망, 120명 부상자 발생
- UN, 동티모르 저항군의 보안군 전환 교육을 실시

- 12월 20일 - 마카오가 포르투갈에서 중국으로 반환했다.
- 12월 22일 - 대한항공 8509편 추락 사고가 일어남.
- 12월 31일

- 보리스 옐친이 러시아 대통령을 퇴임하다.
- 전 세계가 새천년을 준비하다.
- 일부에선 이 날을 20세기의 마지막 날로 착각하기도 하는데, 20세기 마지막날은 2000년 12월 31일이다. 다만 1990년대의 마지막날은 이 날이 맞다.

## 문화
- 1월 1일 - SBS 러브FM이 FM 방송으로 개국.
- 1월 4일
  - 지상파채널인 KBS 2TV, MBC TV, SBS TV 3개 채널을 오후 방송시간을 17시에서 16시로 변경이 되었다.
  - 운전면허학과시험 점수 이상을(1종:80점 이상, 2종:70점) 1종은 70점 이상, 2종은 60점이상으로 변경되었다.
- 1월 13일 - 그룹 God가 활동을 시작하였다.
- 1월 30일 ~ 2월 6일 - 강원도 평창군, 강릉시, 춘천시 일원에서 제4회 강원 동계 아시안게임 개최되었다.
- 2월 3일 - SBS TV에서 웨딩피치를 방영을 하다.
- 3월 16일 - 삼성전자, 세계 최초로 256M D램 양산체체 돌입.ㆍ
- 3월 20일 - SBS 프로덕션 홍진경의 글자+숫자놀이가 출시되다.
- 4월 15일 - 기아자동차에서 비스토, 카스타 출시.
- 4월 20일 - 8시 40분경, 이순신과 부친 이정, 아내 상주방씨의 묘지에 대한 봉분보수작업을 벌이던 중 칼과 쇠말뚝 발견.
- 4월 22일 - SBS TV에서 웨딩피치를 종영을 하다.
- 4월 28일 - 현대자동차에서 에쿠스 출시.
- 4월 30일 - 운전면허시험장에서 운전면허학과시험이 40문제에서 50문제로 바뀐다고 했고, 운전면허학과시험을 10문제를 늘려서 사지선다형 50문제(1종:70점 이상, 2종:60점 이상)로 변경되었다.
- 5월 2일 - 긴급구조 119를 KBS 2TV에서 마지막 방송을 했고, 99년 봄 개편에 따라 긴급구조 119가 KBS 1TV의 채널로 변경이 되었다.
- 5월 5일 - 핑클의 나비나비 동요축제가 출시되다.
- 5월 9일 - 긴급구조 119가 KBS 1TV의 채널에서 방송을 오후 18시부터 30분간 방송을 했다.
- 5월 22일 - SBS 프로덕션 최수종의 IQ체조가 출시되다.
- 6월 2일 - 기아자동차에서 카렌스 출시.
- 6월 8일 - 현대자동차에서 베르나 출시.(시판은 같은 달 9일)
- 6월 19일 - 이탈리아의 토리노가 2006년 동계올림픽 개최지로 선정.
- 6월 25일 - 마이클 잭슨이 한국에서 '마이클과 친구들' 자선 공연 개최.
- 6월 30일 - 부산 도시철도 2호선 호포 ~ 서면 구간 개통.
- 7월 2일 - 서울 지하철 8호선 잠실~암사 구간이 개통되다.
- 7월 5일 - 여의도공원이 개장하다.
- 7월 14일 - 대전광역시, 충청남도 및 TBN 대전교통방송 개국.
- 7월 15일 - SBS 프로덕션 김현주의 신나는 리듬여행가 출시되다.
- 7월 30일 - 대구광역시, 경상북도 및 TBN 대구교통방송 개국.
- 8월 12일 - 아리랑국제방송 해외방송 개국.
- 8월 24일 -  제3대 천주교 청주교구장 장봉훈 주교의 주교 서품식 및 교구장 착좌미사가 거행되다.
- 8월 25일 - 대한민국 정보통신부(현 과학기술정보통신부), 대한민국 이동전화 가입자 2천만 명(국민 2.3명당 1대꼴) 돌파 발표.
- 8월 27일 - 미국 마이클 존슨, 11년 만에 남자 육상400m에서 세계신기록(43초18) 수립.
- 9월 4일
  - 무궁화 3호 발사.
  - 한국방송공사의 공개 코미디 프로그램 개그콘서트 첫방송.
- 9월 6일 - 대전남부순환고속도로 개통.
- 9월 12일 - 세레나 윌리엄스, 흑인 여성으로 41년 만에 US오픈테니스 첫 우승.
- 9월 13일 - 대한민국 정보통신부(현 과학기술정보통신부), 불법 감청에 대한 처벌 강화를 내용으로 한 '전기통신 감청 관련 현황 및 대책' 발표.
- 9월 18일 - 일본, 신칸센 0계가 도쿄발 나고야행 고다마 473호를 마지막으로 도카이도 신칸센에서 완전히 은퇴.
- 9월 21일 - 최초의 한문 소설 《금오신화》 최고 목판본 중국서 발견.
- 9월 29일 - 조선민주주의인민공화국 여자 마라톤 선수 정성옥, 스페인 세비야 열린 7회 세계육상선수권대회에서 우승.
- 10월 1일 - 상하이 푸둥 국제공항 개항.
- 10월 6일 - 대한민국 인천광역시에서 인천 도시철도 1호선 개통됨(박촌 ~ 동막).
- 10월 8일 - 대한민국의 가수 이정현이 1집 Let's Go to My Star 발매 후 데뷔. 와, 바꿔 등으로 흥행.
- 10월 10일 - KBS 1TV에서 긴급구조 119를 종영을 하다.
- 10월 15일 - 현대자동차에서 트라제 XG 출시.(시판은 같은 달 18일)
- 10월 22일 - KBS 2TV의 금요 시추에이션 드라마 '부부클리닉 사랑과 전쟁(시즌 1)'이 첫방송을 개시하다.
- 10월 29일 - KBO 리그 KBO 한국시리즈 5차전에서 한화 이글스가 롯데 자이언츠를 4대 3으로 꺾고 시리즈 전적 4승 1패로 1986년 창단 이후 13년만에 통산 1번째 우승을 달성하였다.
- 11월 8일 - 기아자동차에서 리오 출시.(시판은 같은 달 10일)
- 11월 15일 - KBS 2TV의 채널이 오전  방송종료 시간을 11시에서 12시로 변경을 하다.
- 11월 17일 - 대한민국, 2000학년도 대학수학능력시험을 실시하다.
- 11월 22일 - 서울 지하철 2호선 당산철교 구간(합정~당산)이 재개통.
- 11월 23일 - 대우자동차(현 한국GM)에서 매그너스 출시.(시판은 12월 2일)
- 12월 7일 - 인천 도시철도 1호선 귤현역이 개통.

## 탄생

### 1월
- 1월 1일
  - 대한민국의 배우 원유진.
  - 이탈리아의 축구 선수 잔루카 스카마카.
- 1월 2일 - 대한민국의 기상캐스터 정희지.
- 1월 3일 - 스페인의 가수 아마이아 로메로.
- 1월 4일
  - 대한민국의 가수 봉재현 (골든차일드).
  - 대한민국의 가수 김뮤즈.
  - 오스트레일리아의 수영 선수 잭 스터블레티쿡.
  - 쿠바의 레슬링 선수 가브리엘 로시요.
- 1월 5일 - 대한민국의 리그 오브 레전드 프로게이머 루트.
- 1월 6일
  - 러시아의 피겨스케이팅 선수 옐레나 라디오노바.
  - 대한민국의 축구 선수 엄원상.
- 1월 7일
  - 일본의 스케이트보딩 선수 호리고메 유토.
  - 대한민국의 가수 이준.
- 1월 10일
  - 대한민국의 가수 여름 (우주소녀).
  - 잉글랜드의 축구 선수 메이슨 마운트.
- 1월 11일
  - 대한민국의 배우 손보승.
  - 대한민국의 바둑 기사 신민준.
  - 대한민국의 가수 유용하.
  - 대한민국의 배우 양현모.
- 1월 12일
  - 대한민국의 래퍼 양홍원.
  - 대한민국의 가수 혜주.
- 1월 13일
  - 대한민국의 배우 하율리.
  - 대한민국의 가수 킴학스.
- 1월 14일
  - 잉글랜드의 축구 선수 데클런 라이스.
  - 브라질의 축구 선수 이메르송 로얄.
- 1월 15일
  - 대한민국의 축구 선수 오세훈.
  - 대한민국의 사격 선수 조영재.
- 1월 17일 - 대한민국의 가수 쿠인.
- 1월 18일
  - 대한민국의 배우 김민.
  - 미국의 배우 캐런 브라.
  - 대한민국의 축구 선수 김대원.
- 1월 19일
  - 대한민국의 배우 김시은.
  - 대한민국의 축구 선수 박태준.
- 1월 20일 - 대한민국의 유튜브 뽀구미.
- 1월 22일
  - 캐나다의 래퍼 데이지 (모모랜드).
  - 아르메니아의 레슬링 선수 말하스 아모얀.
- 1월 24일
  - 인도네시아의 싱어송라이터, 음악프로듀서 니키.
  - 프랑스의 유도 선수 시린 부클리.
- 1월 25일
  - 중국의 가수 루카스 (NCT, WayV).
  - 대한민국의 성악가 정승원.
- 1월 26일 - 대한민국의 모델 이진이.
- 1월 27일
  - 대한민국의 야구 선수 김혜성.
  - 이탈리아의 수영 선수 니콜로 마르티넨기.
- 1월 28일
  - 일본의 축구 선수 아베 히로키.
  - 대한민국의 가수 다은.
  - 대한민국의 바둑 기사 차주혜.
  - 잉글랜드의 가수 하비.
- 1월 29일
  - 대한민국의 축구 선수 황태현.
  - 대한민국의 바둑 기사 설현준.
- 1월 30일 - 대한민국의 가수 김장환.
- 1월 31일
  - 대한민국의 리그 오브 레전드 프로게이머 로치.
  - 대한민국의 가수 제인.

### 2월
- 2월 1일 - 대한민국의 연극배우 강지연.
- 2월 2일
  - 대한민국의 가수 벨라 (앨리스).
  - 대한민국의 야구 선수 김성윤.
- 2월 3일
  - 대한민국의 가수 가현 (드림캐쳐).
  - 대한민국의 가수 김지범 (골든차일드).
  - 대한민국의 뮤지컬 배우 천우주.
  - 일본의 가수, 배우 하시모토 칸나.
  - 대한민국의 유튜버 카운터 (팀샐러드).
- 2월 4일 - 대한민국의 전직 리그 오브 레전드 프로게이머 이지스.
- 2월 5일
  - 대한민국의 축구 선수 조영욱.
  - 중국의 가수, 무용가, 배우 진쯔한.
  - 대한민국의 가수 산하.
- 2월 7일 - 일본의 배우 마츠모토 타마키.
- 2월 8일 - 대한민국의 야구 선수 이승호.
- 2월 9일
  - 중화인민공화국의 탁구 선수 왕만위.
  - 일본의 아이돌 야마다 나나미. (AKB48)
- 2월 10일 - 대한민국의 가수 김립 (이달의 소녀).
- 2월 11일 - 대한민국의 가수 디노 (세븐틴).
- 2월 12일 - 대한민국의 가수 현우.
- 2월 13일 - 대한민국의 모델 정민지.
- 2월 15일 - 일본의 가수 오가타 하루나.
- 2월 16일 - 일본의 가수 오기노 유카. (NGT48)
- 2월 17일 - 오스트레일리아의 테니스 선수 앨릭스 디미노어.
- 2월 20일
  - 대한민국의 야구 선수 송찬의.
  - 대한민국의 성악가 이승민.
  - 독일의 배우 레아 판아켄.
- 2월 21일
  - 일본의 야구 선수 미모리 마사키.
  - 태국의 배우 메타윈 오파이암카천.
- 2월 22일
  - 대한민국의 가수 예하나 (프리스틴).
  - 대한민국의 모델 최미나수.
- 2월 23일
  - 대한민국의 가수 김동현 (골든차일드).
  - 대한민국의 축구 선수 박준하.
  - 대한민국의 기상캐스터, 방송인 김민지.
- 2월 24일 - 대한민국의 야구 선수 김시훈.
- 2월 25일
  - 대한민국의 래퍼 라키 (아스트로).
  - 대한민국의 야구 선수 박수종.
  - 이탈리아의 축구 선수 잔루이지 돈나룸마.
- 2월 26일
  - 대한민국의 야구 선수 윤성빈.
  - 자메이카의 육상 선수 로제이 스토나.
- 2월 27일
  - 대한민국의 스키점프 선수 박규림.
  - 대한민국의 국악인 이지현. (~2023년)
- 2월 28일 - 슬로베니아의 농구 선수 루카 돈치치.

### 3월
- 3월 1일 - 대한민국의 리그 오브 레전드 프로게이머 비디디.
- 3월 2일 - 대한민국의 배우 최원희.
- 3월 3일
  - 대한민국의 가수 보라 (체리블렛).
  - 대한민국의 가수 세림.
- 3월 4일 - 대한민국의 치어리더 변하율.
- 3월 5일
  - 대한민국의 배우 조수민.
  - 대한민국의 가수 예리 (레드벨벳).
  - 대한민국의 래퍼 옌자민.
  - 대한민국의 축구 선수 고재현.
- 3월 7일 - 대한민국의 축구 선수 김현우.
- 3월 8일
  - 일본의 성우, 가수 미사키 나코.
  - 대한민국의 골프 선수 최예림.
- 3월 9일
  - 대한민국의 가수 주학년 (더보이즈).
  - 대한민국의 축구 선수 최정훈.
- 3월 10일 - 대한민국의 가수 로야.
- 3월 11일
  - 대한민국의 치어리더 이리안.
  - 일본의 크로스컨트리 스키 선수 야마시타 하루키.
- 3월 12일 - 일본의 가수 오다 사쿠라.
- 3월 13일 - 대한민국의 음악프로듀서 RUQOA.
- 3월 14일
  - 말레이시아의 아이돌 교텐 유리나. (KLP48)
  - 대한민국의 가수 홍성준.
- 3월 15일 - 프랑스의 펜싱 선수 막심 피앙파티.
- 3월 16일 - 일본의 가수 유 (온앤오프).
- 3월 17일
  - 대한민국의 가수 겸 방송인 조명섭.
  - 대한민국의 스켈레톤 선수 정승기.
- 3월 18일
  - 대한민국의 가수 수정.
  - 프랑스의 배우 노에이 아비타.
  - 포르투갈의 축구 선수 디오구 달로.
- 3월 19일 - 대한민국의 배우 정수환.
- 3월 22일 - 대한민국의 배우 이정준.
- 3월 23일
  - 대한민국의 축구 선수 이윤오.
  - 대한민국의 가수 윤호 (에이티즈).
- 3월 24일
  - 대한민국의 핸드볼 선수 정진희.
  - 타지키스탄의 유도 선수 소몬 마흐마드베코프.
- 3월 25일
  - 미국의 배우 마이키 매디슨.
  - 대한민국의 배우 진지희.
  - 중국의 배우, 모델 쑹웨이룽.
- 3월 26일
  - 대한민국의 래퍼 방재민.
  - 대한민국의 바둑 기사 김지우.
  - 일본의 아이돌, 모델 아이카와 마호.
- 3월 27일
  - 대한민국의 배구 선수 김주향.
  - 대한민국의 야구 선수 정철원.
  - 대한민국의 야구 선수 오정환.
- 3월 28일 - 대한민국의 뮤지컬 배우 이수민.
- 3월 29일
  - 대한민국의 축구 선수 김규형.
  - 일본의 아이돌 카시와깃 나타.
- 3월 30일 - 대한민국의 가수 나윤 (굿데이).
- 3월 31일 - 대한민국의 배우 채상우.

### 4월
- 4월 1일 - 대한민국의 가수 조아.
- 4월 2일
  - 대한민국의 야구 선수 박진.
  - 대한민국의 가수 박소피.
- 4월 3일
  - 대한민국의 래퍼 최하민.
  - 대한민국의 연극배우 윤종진.
  - 일본의 배우 아사카와 나나.
  - 일본의 가수, 배우, 아이돌 타카하시 카이토.
- 4월 4일
  - 대한민국의 가수 경서.
  - 일본의 배우, 전 가수 니시노 미키. (AKB48)
  - 일본의 아이돌 타카츠카 히로무.
- 4월 5일
  - 대한민국의 가수 정수빈 (빅톤).
  - 대한민국의 양궁 선수 장민희.
- 4월 6일 - 대한민국의 래퍼 김농밀.
- 4월 7일 - 대한민국의 가수 시아지우.
- 4월 9일
  - 잉글랜드의 배우 아이작 헴프스테드라이트.
  - 프랑스의 배우 아나마리아 바르톨로메이.
  - 미국의 래퍼 릴 나즈 엑스.
  - 대한민국의 성우 채림.
- 4월 10일 - 대한민국의 야구 선수 최이준.
- 4월 13일 - 헝가리의 축구 선수 셰퍼 언드라시.
- 4월 14일 - 대한민국의 야구 선수 김민.
- 4월 15일
  - 대한민국의 배우 류의현.
  - 키르기스스탄의 레슬링 선수 아크졸 마흐무도프.
- 4월 16일 - 대한민국의 가수 서경 (공원소녀).
- 4월 17일
  - 대한민국의 가수 박윤하.
  - 대한민국의 축구 선수 최준.
  - 대한민국의 배우 김희수.
- 4월 18일 - 대한민국의 전 농구 선수 김한영.
- 4월 19일 - 대한민국의 배우 최윤제.
- 4월 20일
  - 대한민국의 가수 제현.
  - 대한민국의 가수, 인플루언서 백합.
- 4월 21일
  - 대한민국의 가수 최현석.
  - 대한민국의 유도 선수 한주엽.
- 4월 23일
  - 대한민국의 래퍼 채영 (트와이스).
  - 대한민국의 가수 LOUIS. (원더나인).
  - 대한민국의 축구 선수 김현우.
  - 일본의 배우 모로호시 스미레.
- 4월 24일 - 대한민국의 씨름 선수 윤희준.
- 4월 25일 - 대한민국의 영화배우 카린.
- 4월 26일
  - 중화인민공화국의 바둑 기사 루민취안.
  - 대한민국의 가수 김승준.
- 4월 27일
  - 대한민국의 가수 최치훈 (티오원).
  - 대한민국의 축구 선수 백승우.
- 4월 28일 - 대한민국의 래퍼 아넌딜라이트.
- 4월 29일 - 대한민국의 축구 선수 김세윤.
- 4월 30일
  - 대한민국의 치어리더 차영현.
  - 대한민국의 치어리더 천소윤.
  - 대한민국의 모델, 배우, 가수 강태우 (더 맨 블랙).

### 5월
- 5월 1일 - 대한민국의 가수 영웅.
- 5월 2일 - 알제리의 복싱 선수 이만 칼리프.
- 5월 3일
  - 대한민국의 기상 캐스터 이현정.
  - 대한민국의 가수 SOFKINNE.
- 5월 4일 - 대한민국의 가수 이수현 (AKMU).
- 5월 5일
  - 대한민국의 가수 이나은 (에이프릴).
  - 네델란드의 축구 선수 저스틴 클라위버르트.
  - 미국의 피겨 스케이팅 선수 네이선 첸.
- 5월 6일
  - 대한민국의 가수 로시.
  - 대한민국의 가수 남동현.
- 5월 7일
  - 대한민국의 가수 사야.
  - 일본의 가수 사토 마사키.
  - 네덜란드의 축구 선수 코디 학포.
  - 대한민국의 야구 선수 김민규.
  - 대한민국의 치어리더 김나연.
  - 대한민국의 가수 모리.
  - 일본의 축구 선수 사카구치 쇼이.
- 5월 8일
  - 브라질의 체조 선수 헤베카 안드라지.
  - 대한민국의 가수 가을.
- 5월 9일 - 일본의 가수, 배우 오하시 노조미.
- 5월 11일
  - 대한민국의 래퍼 휘영 (SF9).
  - 대한민국의 권투 선수 임애지.
  - 미국의 배우, 가수 사브리나 카펜터.
- 5월 12일 - 대한민국의 배구 선수 박민지.
- 5월 13일
  - 이스라엘의 리듬체조 선수 리노이 아슈람.
  - 우즈베키스탄의 복싱 선수 라지즈베크 물로조노프.
- 5월 14일
  - 대한민국의 가수 다영 (우주소녀).
  - 대한민국의 가수 준호.
- 5월 15일
  - 대한민국의 야구 선수 김정우.
  - 대한민국의 영화배우 박소연.
- 5월 17일
  - 대한민국의 바둑 기사 이승준.
  - 중화인민공화국의 체조 선수 친하이양.
- 5월 18일 - 벨기에의 가수 라우라 옴룹.
- 5월 19일 - 대한민국의 가수 김태범.
- 5월 23일 - 대한민국의 배우 최효주.
- 5월 24일 - 대한민국의 가수 박현우.
- 5월 25일
  - 대한민국의 가수 성연 (프리스틴).
  - 일본의 야구 선수 기요미야 고타로.
- 5월 26일 - 대한민국의 가수 은채 (다이아).
- 5월 27일
  - 대한민국의 아나운서 정재희.
  - 대한민국의 암벽등반 선수 신은철.
  - 미국 출신 프랑스의 모델, 배우 릴리로즈 뎁.
- 5월 28일
  - 미국의 배우 캐머런 보이스. (~2019년)
  - 대한민국의 리그 오브 레전드 프로게이머 기인.
  - 대한민국의 야구 선수 곽빈.
- 5월 29일
  - 대한민국의 가수 겸 배우 박지훈.
  - 대한민국의 리그 오브 레전드 프로게이머 커버.
- 5월 30일
  - 잉글랜드의 축구 선수 에디 은케티아.
  - 중국의 레이싱 드라이버 저우관위.
- 5월 31일 - 대한민국의 가수 캐슬제이 (MCND).

### 6월
- 6월 1일
  - 대한민국의 야구 선수 한동희.
  - 미국의 유튜버 테크노블레이드. (~2022년)
  - 미국의 육상 선수 야레드 너구스.
  - 중화인민공화국의 스피드 스케이팅 선수 아허나얼 아다커.
- 6월 2일
  - 대한민국의 스피드스케이팅 선수 정재웅.
  - 대한민국의 베드민턴 선수 김원호.
- 6월 3일 - 일본의 아이돌 고토 타케루.
- 6월 4일
  - 대한민국의 배우 김소현.
  - 대한민국의 리그 오브 레전드 프로게이머 훈.
  - 대한민국의 치어리더 조연주.
- 6월 5일 - 대한민국의 배우 제이드.
- 6월 6일
  - 대한민국의 축구 선수 김예지.
  - 캐나다의 태권도 선수 스카일러 파크.
- 6월 8일 - 튀르키예의 양궁 선수 메테 가조즈.
- 6월 10일 - 미국의 농구 선수 키아나 스미스.
- 6월 11일 - 독일의 축구 선수 카이 하베르츠.
- 6월 12일 - 대한민국의 배우 심달기.
- 6월 13일
  - 대한민국의 배우 김동희.
  - 체코의 펜싱 선수 야쿠프 유르카.
- 6월 14일
  - 대만의 가수 쯔위 (트와이스).
  - 대한민국의 스피드 스케이팅 선수 김민석.
  - 대한민국의 야구 선수 김유신.
  - 일본의 아이돌 오자키 타쿠미.
- 6월 15일
  - 대한민국의 가수 더쇼 MC 강여상 (에이티즈).
  - 중화인민공화국의 다이빙 선수 천이원.
- 6월 16일
  - 대한민국의 스피드 스케이팅 선수 김민선.
  - 대한민국의 축구 선수 홍현석.
  - 중국 태생 대한민국의 축구 선수 쉬후이.
- 6월 17일 - 대한민국의 가수 현서.
- 6월 18일 - 대한민국의 가수 아린 (오마이걸).
- 6월 19일 - 대한민국의 치어리더 이지원.
- 6월 21일 - 대한민국의 가수 하지.
- 6월 22일 - 대한민국의 연극배우 신이안.
- 6월 24일
  - 일본의 배우 콘노 아야카.
  - 우루과이의 축구 선수 다르윈 누녜스.
- 6월 25일 - 대한민국의 음악 프로듀서 신시아.
- 6월 26일 - 대한민국의 오버워치 프로게이머 게구리.
- 6월 27일 - 대한민국의 피겨 스케이팅 선수 김규은.
- 6월 28일
  - 체코의 테니스 선수 마르케타 본드로우쇼바.
  - 대한민국의 가수 백지.
- 6월 29일 - 대한민국의 농구 선수 서명진.
- 6월 30일
  - 대한민국의 가수 김혜림.
  - 일본의 레슬링 선수 스사키 유이.

### 7월
- 7월 1일 - 중국의 배우 린먀오커.
- 7월 2일
  - 이탈리아의 축구 선수 니콜로 차니올로.
  - 대한민국의 야구 선수 이지강.
  - 대한민국의 배우 이지은.
  - 대한민국의 배구 선수 한수진.
- 7월 3일
  - 대한민국의 축구 선수 김강민.
  - 대한민국의 종합격투기 선수 이예지.
  - 대한민국의 축구 선수 김민우.
- 7월 5일
  - 대한민국의 가수 강혜원 (아이즈원).
  - 대한민국의 쇼트트랙 선수 황대헌.
  - 대한민국의 유튜버 김예빈.
- 7월 6일
  - 대한민국의 야구 선수 전사민.
  - 대한민국의 가수 혜진.
- 7월 7일
  - 대한민국의 배우 유연미.
  - 대한민국의 리그 오브 레전드 프로게이머 클리드.
  - 프랑스의 축구 선수 무사 디아비.
- 7월 10일 - 대한민국의 가수, 배우 산 (에이티즈).
- 7월 11일
  - 태국의 가수, 배우, 모델 까오칭천.
  - 대한민국의 가수 이세흔. (걸카인드).
- 7월 12일 - 대한민국의 가수 우브.
- 7월 14일
  - 대한민국의 쇼트트랙 선수 김지유.
  - 헝가리의 펜싱 선수 너지 다비드.
- 7월 16일 - 대한민국의 야구 선수 백미카엘.
- 7월 17일 - 대한민국의 리그 오브 레전드 프로게이머 너구리.
- 7월 18일 - 미국의 가수 윌리 스펜스. (~2022년)
- 7월 19일 - 대한민국의 가수 겸 배우 김소혜 (아이오아이).
- 7월 20일 - 미국의 래퍼 팝 스모크. (~2020년)
- 7월 21일 - 대한민국의 축구 선수 강동혁.
- 7월 22일
  - 대한민국의 축구 선수 민성준.
  - 대한민국의 배구 선수 이성호.
- 7월 23일
  - 대한민국의 배우 오유진.
  - 대한민국의 리그 오브 레전드 프로게이머 리버.
- 7월 24일 - 대한민국의 인터넷 방송인 김유연.
- 7월 26일
  - 일본의 가수, 배우 야마시타 미즈키. (노기자카46)
  - 대한민국의 당구 선수 김예은.
- 7월 27일 - 미국의 펜싱 선수 닉 잇킨.
- 7월 28일
  - 미국의 래퍼 글로릴라.
  - 대한민국의 가수 채빈 (네이처).
- 7월 29일
  - 대한민국의 야구 선수 강백호.
  - 일본의 골프 선수 이나미 모네.
- 7월 30일 - 미국의 배우 조이 킹.
- 7월 31일 - 대한민국의 가수 홍주찬 (골든차일드).

### 8월
- 8월 2일
  - 캐나다의 가수 마크 (NCT).
  - 대한민국의 축구 선수 박경민.
- 8월 3일
  - 대한민국의 가수 연정 (우주소녀).
  - 스페인의 축구 선수 브라힘 디아스.
- 8월 4일 - 대한민국의 치어리더 이다혜.
- 8월 5일 - 대한민국의 가수 시현 (에버글로우).
- 8월 6일
  - 대한민국의 가수 최은준.
  - 대한민국의 성우 손정민.
  - 대한민국의 축구 선수 정호진.
- 8월 7일 - 미국의 육상 선수 시드니 매클로플린.
- 8월 8일 - 중국의 가수 샤오쥔 (WayV).
- 8월 9일
  - 대한민국의 가수 안형섭.
  - 대한민국의 가수 민기 (에이티즈).
- 8월 10일
  - 대한민국의 뮤지컬 배우 장혜린.
  - 일본의 아이돌 후지마키 쿄스케.
- 8월 11일
  - 대한민국의 래퍼 창빈 (스트레이 키즈).
  - 대한민국의 래퍼 애쉬 아일랜드.
  - 인도네시아의 배드민턴 선수 그레고리아 마리스카 툰중.
- 8월 12일
  - 네덜란드의 축구 선수 마테이스 더 리흐트.
  - 대한민국의 가수 김민석.
- 8월 13일 - 대한민국의 가수 로지.
- 8월 14일
  - 스페인의 축구 선수 프란 가르시아.
  - 미국의 배우 개릿 라이언.
  - 대한민국의 작곡가 박혜원.
- 8월 15일
  - 대한민국의 사격 선수 이원호.
  - 대한민국의 연극배우 안소현.
- 8월 16일
  - 대한민국의 컬링 선수 김민지.
  - 대한민국의 가수 유림.
- 8월 17일
  - 대한민국의 배우 원지안.
  - 대한민국의 래퍼 애쉬 아일랜드
  - 튀르키예의 태권도 선수 하칸 레치베르.
- 8월 18일 - 대한민국의 가수 주이 (모모랜드).
- 8월 19일
  - 대한민국의 야구 선수 정우영.
  - 대한민국의 축구 선수 이상헌.
  - 대한민국의 펜싱 선수 도경동.
  - 일본의 아이돌 타다 쿄카. (AKB48)
- 8월 20일
  - 대한민국의 야구 선수 박성웅.
  - 잉글랜드의 축구 선수 조 윌록.
- 8월 21일 - 대한민국의 가수 최찬영.
- 8월 22일
  - 캐나다의 배우 다코타 고요.
  - 대한민국의 모델 박채원.
- 8월 23일
  - 대한민국의 가수 안병웅.
  - 대한민국의 리그 오브 레전드 프로게이머 타잔.
- 8월 24일 - 대한민국의 가수 성훈.
- 8월 25일
  - 대한민국의 배우 김홍은.
  - 대한민국의 가수 이재학.
- 8월 26일
  - 대한민국의 가수 채정 (앨리스).
  - 대한민국의 가수 서성혁. (TAN)
  - 일본의 아이돌 이치카와 마나미. (AKB48)
- 8월 27일 - 대한민국의 가수 이소현.
- 8월 30일
  - 대한민국의 야구 선수 안우진.
  - 대한민국의 축구 선수 이상민.

### 9월
- 9월 2일 - 브라질의 축구 선수 에르난지스 호드리게스 다 시우바.
- 9월 3일
  - 대한민국의 가수 나고은 (퍼플키스).
  - 인도네시아의 래퍼 리치 브라이언.
  - 대한민국의 래퍼 칠린호미.
- 9월 4일 - 대한민국의 래퍼 시월.
- 9월 5일 - 대한민국의 가수 강민.
- 9월 6일 - 대한민국의 가수 박서연.
- 9월 7일 - 캐나다의 배우, 성우, 가수 미셸 크레버.
- 9월 8일 - 중화인민공화국의 쇼트트랙 선수 짱이쩌.
- 9월 9일
  - 일본의 성우 아이자와 사야.
  - 대한민국의 가수 문수아 (빌리).
  - 대한민국의 축구 선수 전진우.
  - 대한민국의 성우 손정민.
- 9월 10일 - 대한민국의 래퍼 클라우디 베이.
- 9월 11일 - 대한민국의 축구 선수 이광연.
- 9월 12일
  - 대한민국의 축구 선수 송민규.
  - 대한민국의 가수 김예현.
  - 중국의 가수, 첼리스트 런인펑.
- 9월 13일
  - 대한민국의 가수 연준 (투모로우바이투게더).
  - 스페인의 축구 선수 페드로 포로.
- 9월 14일
  - 대한민국의 배우 강빛.
  - 일본의 성우 요시나가 타쿠토.
- 9월 15일 - 일본의 가수 오오와다 나나.
- 9월 16일
  - 대한민국의 배우 유아리.
  - 대한민국의 배구 선수 김지한.
- 9월 17일
  - 대한민국의 배우 정지소.
  - 대한민국의 배우 조유정.
  - 잉글랜드의 배우 대니얼 허틀스톤.
  - 헝가리의 펜싱 선수 코흐 마테.
- 9월 19일 - 대한민국의 배우 김서연.
- 9월 20일 - 대한민국의 축구 선수 정우영.
- 9월 21일
  - 대한민국의 가수 김창연.
  - 중국의 가수, 배우 왕쥔카이.
  - 대한민국의 가수 유하.
- 9월 22일
  - 대한민국의 배우 김유정.
  - 대한민국의 가수 김요한 (위아이).
  - 러시아 태생 아제르바이잔의 태권도 선수 가슴 마고메도프.
  - 대한민국의 가수 니은.
- 9월 23일 - 중국의 가수 우기 ((여자)아이들).
- 9월 24일 - 일본의 배우 나가노 메이.
- 9월 27일 - 대한민국의 가수 아인 (모모랜드).
- 9월 28일
  - 대한민국의 축구 선수 김진현.
  - 중국의 가수 헨드리 (WayV).
- 9월 29일
  - 대한민국의 가수 최예나.
  - 키르기스스탄의 레슬링 선수 졸라만 샤르셴베코프.
- 9월 30일
  - 대한민국의 가수 리온.
  - 프랑스의 유도 선수 로만 디코.
  - 대한민국의 가수 니은.

### 10월
- 10월 4일 - 대한민국의 배우 윤정은.
- 10월 5일
  - 투르크메니스탄의 역도 선수 폴리나 구리예바.
  - 대한민국의 가수 지현.
- 10월 6일 - 대한민국의 모델 겸 배우 남규희.
- 10월 7일
  - 대한민국의 자전거 경기 선수 김유로.
  - 대한민국의 전 농구 선수 박주희.
- 10월 8일
  - 일본의 배우 쿠도 미오.
  - 우즈베키스탄의 역도 선수 아크바르 주라예프.
- 10월 9일 - 대한민국의 골퍼 이가영.
- 10월 10일 - 대한민국의 배우 이은샘.
- 10월 12일 - 대한민국의 가수 유정.
- 10월 13일
  - 대한민국의 배우 우다비.
  - 대한민국의 가수 밍기뉴.
  - 중국의 가수 예즈언.
- 10월 14일
  - 잉글랜드의 배우 대니얼 로치.
  - 대한민국의 축구 선수 이상준.
  - 중화인민공화국의 테니스 선수 우이빙.
- 10월 15일
  - 대한민국의 가수 양연제 (엘리스).
  - 웨일스의 축구 선수 벤 우드번.
  - 대한민국의 가수 혜성 (ELRIS).
- 10월 16일
  - 대한민국의 가수 제이민 (BAE173).
  - 대한민국의 축구 선수 배진수.
- 10월 17일
  - 대한민국의 축구 선수 윤민호.
  - 대한민국의 연극배우 신유정.
- 10월 18일 - 대한민국의 모델 왕세빈 (왕석현의 누나).
- 10월 19일 - 대한민국의 가수 수요.
- 10월 20일
  - 대한민국의 배우 원소현.
  - 대한민국의 가수 츄 (이달의 소녀).
- 10월 21일 - 대한민국의 가수 수요.
- 10월 23일 - 대한민국의 가수 해나.
- 10월 24일 - 대한민국의 가수 백아.
- 10월 26일 - 대한민국의 야구 선수 이병헌.
- 10월 27일
  - 일본의 가수, 아이돌 쿠도 하루가.
  - 대한민국의 수영 선수 권세현.
- 10월 28일
  - 일본의 배우 요시카와 아이.
  - 일본의 배우 쇼지 코헤이.
  - 대한민국의 가수 나히. (~2023년)
- 10월 30일
  - 대한민국의 리그 오브 레전드 프로게이머 커즈.
  - 대한민국의 가수 보니.
- 10월 31일 - 대한민국의 작곡가 민우석.

### 11월
- 11월 1일 - 대한민국의 가수 건호.
- 11월 2일
  - 대한민국의 가수 박우진 (AB6IX).
  - 대한민국의 야구 선수 김형준.
- 11월 3일 - 대한민국의 온라인콘텐츠창작자 자영.
- 11월 4일 - 대한민국의 가수 Julie.
- 11월 5일 - 대한민국의 가수 유경 (엘리스).
- 11월 6일 - 미국의 수영 선수 로버트 핑크.
- 11월 8일 - 대한민국의 가수 히피쿤다.
- 11월 9일
  - 키르기스탄의 레슬링 선수 메림 주마나자로바.
  - 대한민국의 가수 수담.
- 11월 10일
  - 미국의 배우 키어넌 십카.
  - 포르투갈의 축구 선수 주앙 펠릭스.
- 11월 11일
  - 대한민국의 리그 오브 레전드 프로게이머 더샤이.
  - 대한민국의 배우 로몬.
  - 중국의 가수 푸쓰차오.
- 11월 12일
  - 대한민국의 가수 최유정 (위키미키).
  - 중국의 가수, 무용가 샤오팅 (케플러).
- 11월 13일 - 대한민국의 축구 선수 김정민.
- 11월 15일
  - 대한민국의 리그 오브 레전즈 프로게이머 박성호.
  - 일본의 성우 토미타 미유.
- 11월 18일 - 대한민국의 야구 선수 배민서.
- 11월 19일
  - 러시아의 피겨 스케이팅 선수 예브게니야 메드베데바.
  - 대한민국의 오버워치 프로게이머 프로핏.
- 11월 22일 - 웨일스의 축구 선수 매슈 스미스.
- 11월 23일 - 대한민국의 가수 천재인.
- 11월 24일
  - 대한민국의 리그 오브 레전드 프로게이머 바이블.
  - 대한민국의 가수 라원.
- 11월 26일
  - 대한민국의 가수 우영.
  - 몽골의 유도 선수 바부도르징 바상후.
- 11월 27일 - 대한민국의 가수 이븐.
- 11월 28일 - 대한민국의 리그 오브 레전드 프로게이머 5kid.
- 11월 29일 - 대한민국의 가수 우리.
- 11월 30일 - 대한민국의 가수 윤재찬.

### 12월
- 12월 1일 - 조지아의 유도 선수 타토 그리갈라슈빌리.
- 12월 2일 - 케냐의 육상 선수 켈빈 킵툼. (~2024년)
- 12월 3일 - 일본의 가수 무라카와 비비안.
- 12월 4일
  - 대한민국의 가수 강미나 (구구단).
  - 대한민국의 가수 김도연 (위키미키).
  - 네덜란드의 축구 선수 타히트 총.
- 12월 5일
  - 대한민국의 치어리더 김해리.
  - 일본의 아이돌 오오모리 마호. (AKB48)
- 12월 6일
  - 대한민국의 컬링 선수 양태이.
  - 대한민국의 보험건설던트 김현준.
- 12월 7일 - 대한민국의 가수 이한결 (H&D).
- 12월 8일
  - 대한민국의 배우 조이현.
  - 잉글랜드의 축구 선수 리스 제임스.
  - 대한민국의 유튜버, 인터넷 방송인 장지수.
- 12월 9일
  - 대한민국의 가수 김성준.
  - 대한민국의 축구 선수 김진성.
  - 브라질의 축구 선수 곤잘루 슈노르 노르나리.
- 12월 10일
  - 대한민국의 가수 박소연.
  - 헝가리의 펜싱 선수 언드라슈피 티보르.
- 12월 11일 - 대한민국의 리그 오브 레전드 프로게이머 타나.
- 12월 13일
  - 대한민국의 카트라이더 프로게이머 노준현.
  - 대한민국의 치어리더 박성아.
- 12월 14일
  - 미국의 배우 칼리 스콧 콜린스.
  - 대한민국의 배우 안은호.
  - 대한민국의 가수, 배우 윤서빈.
  - 대한민국의 유튜버 덕개.
- 12월 15일 - 대한민국의 배구 선수 박은진.
- 12월 16일
  - 미국의 배우 브라이스 로빈슨.
  - 일본의 아이돌 사카모토 마시로.
- 12월 17일 - 대한민국의 전직 카트라이더 프로게이머 정승하.
- 12월 18일 - 대한민국의 연극 배우 류찬열.
- 12월 19일 - 대한민국의 배우 이시우.
- 12월 20일 - 대한민국의 쇼트트랙 선수 김예진.
- 12월 21일 - 대한민국의 배우 황보름별.
- 12월 22일 - 일본의 성우 구스노키 토모리.
- 12월 23일 - 대한민국의 가수 다니.
- 12월 24일 - 대한민국의 치어리더 진수화.
- 12월 25일 - 대한민국의 축구 선수 강민재.
- 12월 26일
  - 중국의 배우 우레이.
  - 대한민국의 가수 최숲.
- 12월 29일 - 대한민국의 가수, 작곡가 황휘연.
- 12월 30일 - 프랑스의 축구 선수 장클레르 토디보.
- 12월 31일
  - 대한민국의 가수 소희 (앨리스).
  - 나이지리아의 축구 선수 캘빈 배시.
  - 프랑스와 대한민국의 모델 앙자르디 디모데.

### 미상
- 대한민국의 범죄자 정유정.
- 대한민국의 농구 선수 김나연.
- 대한민국의 가수 석준. (티버드)
- 대한민국의 전 배우 신규리.
- 대한민국의 바둑 기사 홍세영.

## 사망

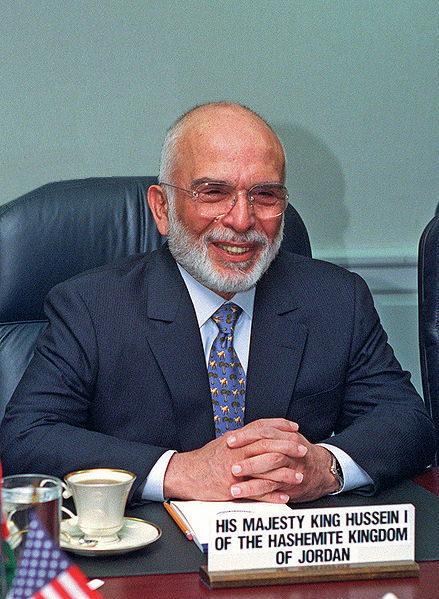
후세인 1세

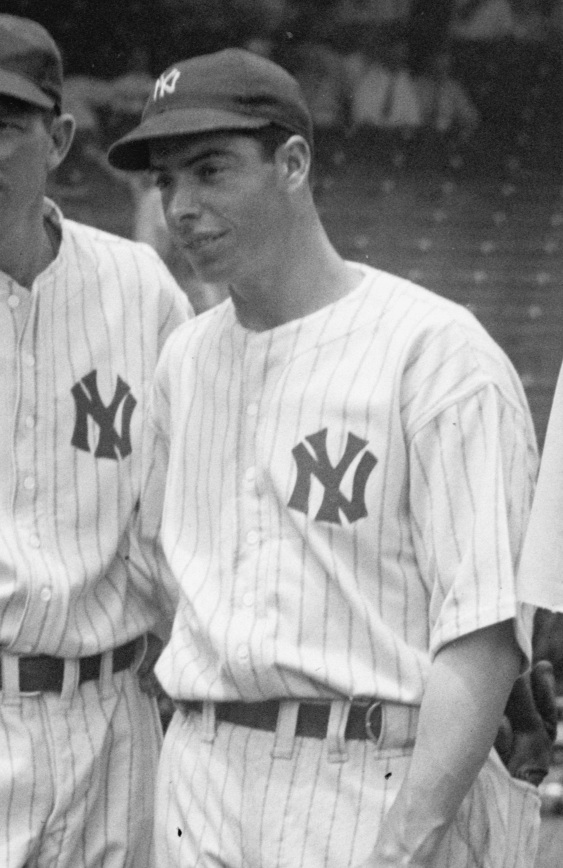
조 디마지오

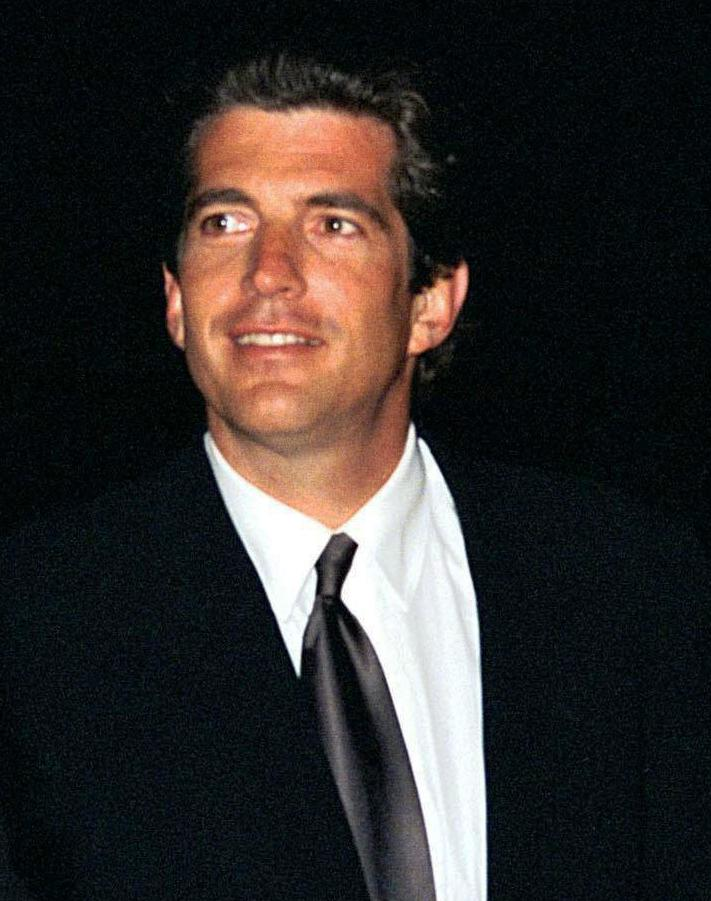
존 F. 케네디 주니어

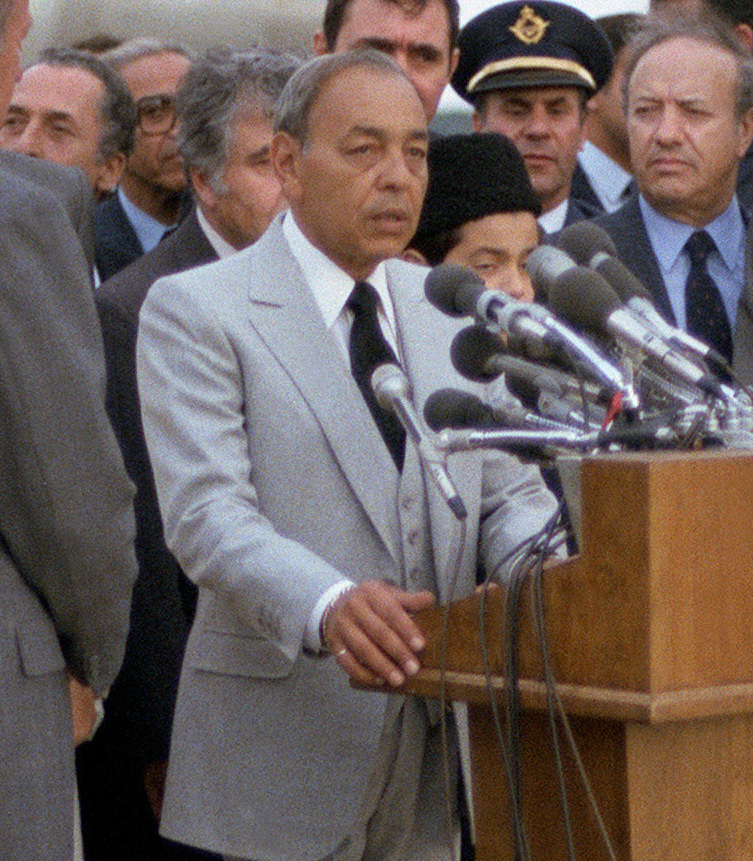
하산 2세

### 1월
- 1월 9일 - 대한민국의 정치인, 외교관 엄요섭. (1916년~)
- 1월 20일 - 조선민주주의인민공화국의 작가 백인준. (1920년~)

### 2월
- 2월 5일 - 미국의 계량 경제학자 바실리 레온티예프. (1905년~)
- 2월 7일 - 요르단의 국왕 후세인 1세. (1935년~)

### 3월
- 3월 7일 - 미국의 영화 감독 스탠리 큐브릭. (1928년~)
- 3월 8일 - 미국의 야구 선수 조 디마지오. (1914년~)
- 3월 10일 - 대한민국의 정치인 강경옥. (1907년~)
- 3월 11일 - 일본의 만화가 다다 가오루. (1960년~)
- 3월 14일 - 대한민국의 사회 운동가 계훈제. (1921년~)
- 3월 30일 - 대한민국의 축구 선수 유광준. (1932년~)

### 4월
- 4월 13일 - 일본의 수영 선수 기요카와 마사지. (1913년~)
- 4월 16일 - 일본의 야구 선수, 평론가 벳토 가오루. (1920년~)
- 4월 20일 - 대한민국의 법조인 서익원. (1940년~)
- 4월 28일 - 미국의 영화배우 로리 칼혼. (1922년~)

### 5월
- 5월 23일 - 미국의 프로 레슬링 선수 오언 하트. (1965년~)

### 6월
- 6월 10일 - 대한민국의 야구 선수 김상진. (1977년~)
- 6월 20일 - 대한민국의 학원인, 교육자 안현필. (1913년~)

### 7월
- 7월 16일
  - 미국의 변호사, 정치인 존 F. 케네디 주니어. (1960년~)
  - 미국의 패션가 캐롤린 베셋케네디. (1966년~)
- 7월 21일 - 영국, 미국의 광고인 데이비드 오길비. (1911년~)
- 7월 23일 - 모로코의 국왕 하산 2세. (1929년~)
- 7월 29일 - 우크라이나의 오페라 가수 아나톨리 솔로비야넨코. (1932년~)

### 8월
- 8월 31일 - 대한민국의 희극인, 목회자 곽규석. (1928년~)

### 9월
- 9월 12일 - 대한민국의 축구 선수 신윤기. (1957년~)
- 9월 13일 - 미국의 교육심리학자 벤저민 블룸. (1913년~)
- 9월 23일 - 대한민국의 기업인 허정구. (1911년~)

### 10월
- 10월 2일 - 대한민국의 전 농구 선수, 농구코치 김현준. (1960년~)
- 10월 3일 - 일본의 기업인 모리타 아키오. (1921년~)
- 10월 4일 - 프랑스의 화가 베르나르 뷔페. (1928년~)
- 10월 9일 - 미국의 재즈 연주가 밀트 잭슨. (1923년~)
- 10월 11일 - 네덜란드의 동화 작가 레오 리오니. (1910년~)
- 10월 12일 - 미국의 농구 선수 윌트 체임벌린. (1936년~)
- 10월 19일 - 영국의 행정가 로버트 블랙. (1906년~)

### 11월
- 11월 7일 - 대한민국의 배우 김성찬. (1954년~)
- 11월 11일 - 대한민국의 영화배우, 감독 최무룡. (1928년~)
- 11월 16일 - 미국의 미생물학자 대니얼 네이선스. (1928년~)
- 11월 24일 - 대한민국의 기업인 류찬우. (1923년~)

### 12월
- 12월 18일 - 프랑스의 영화 감독 로베르 브레송. (1901년~)
- 12월 31일 - 미국의 관료, 정치인 엘리엇 리처드슨.(1923년~)

## 노벨상
- 경제학상: 로버트 먼델
- 문학상: 귄터 그라스
- 물리학상: 헤라드뒤스 엇호프트,마르티뉘스 J. G. 벨트만
- 생리학 및 의학상: 권터 블로벨
- 평화상: 국경없는 의사회
- 화학상: 아흐메드 H. 즈웨일

## 71회아카데미상수상
- 작품상: 셰익스피어 인 러브
- 감독상: 스티븐 스필버그(라이언 일병 구하기)
- 남우주연상: 로베르토 베니니(인생은 아름다워)
- 여우주연상: 귀네스 팰트로(셰익스피어 인 러브)
- 남우조연상: 제임스 코번(애플리케이션)
- 여우조연상: 주디 덴치(셰익스피어 인 러브)

## 달력
| 1월 |    |    |    |    |    |    |
| 일  | 월 | 화 | 수 | 목 | 금 | 토 |
|     |    |    |    |    | 1  | 2  |
| 3   | 4  | 5  | 6  | 7  | 8  | 9  |
| 10  | 11 | 12 | 13 | 14 | 15 | 16 |
| 17  | 18 | 19 | 20 | 21 | 22 | 23 |
| 24  | 25 | 26 | 27 | 28 | 29 | 30 |
| 31  |    |    |    |    |    |    |

| 2월 |    |    |    |    |    |    |
| 일  | 월 | 화 | 수 | 목 | 금 | 토 |
|     | 1  | 2  | 3  | 4  | 5  | 6  |
| 7   | 8  | 9  | 10 | 11 | 12 | 13 |
| 14  | 15 | 16 | 17 | 18 | 19 | 20 |
| 21  | 22 | 23 | 24 | 25 | 26 | 27 |
| 28  |    |    |    |    |    |    |

| 3월 |    |    |    |    |    |    |
| 일  | 월 | 화 | 수 | 목 | 금 | 토 |
|     | 1  | 2  | 3  | 4  | 5  | 6  |
| 7   | 8  | 9  | 10 | 11 | 12 | 13 |
| 14  | 15 | 16 | 17 | 18 | 19 | 20 |
| 21  | 22 | 23 | 24 | 25 | 26 | 27 |
| 28  | 29 | 30 | 31 |    |    |    |

| 4월 |    |    |    |    |    |    |
| 일  | 월 | 화 | 수 | 목 | 금 | 토 |
|     |    |    |    | 1  | 2  | 3  |
| 4   | 5  | 6  | 7  | 8  | 9  | 10 |
| 11  | 12 | 13 | 14 | 15 | 16 | 17 |
| 18  | 19 | 20 | 21 | 22 | 23 | 24 |
| 25  | 26 | 27 | 28 | 29 | 30 |    |

| 5월 |    |    |    |    |    |    |
| 일  | 월 | 화 | 수 | 목 | 금 | 토 |
|     |    |    |    |    |    | 1  |
| 2   | 3  | 4  | 5  | 6  | 7  | 8  |
| 9   | 10 | 11 | 12 | 13 | 14 | 15 |
| 16  | 17 | 18 | 19 | 20 | 21 | 22 |
| 23  | 24 | 25 | 26 | 27 | 28 | 29 |
| 30  | 31 |    |    |    |    |    |

| 6월 |    |    |    |    |    |    |
| 일  | 월 | 화 | 수 | 목 | 금 | 토 |
|     |    | 1  | 2  | 3  | 4  | 5  |
| 6   | 7  | 8  | 9  | 10 | 11 | 12 |
| 13  | 14 | 15 | 16 | 17 | 18 | 19 |
| 20  | 21 | 22 | 23 | 24 | 25 | 26 |
| 27  | 28 | 29 | 30 |    |    |    |

| 7월 |    |    |    |    |    |    |
| 일  | 월 | 화 | 수 | 목 | 금 | 토 |
|     |    |    |    | 1  | 2  | 3  |
| 4   | 5  | 6  | 7  | 8  | 9  | 10 |
| 11  | 12 | 13 | 14 | 15 | 16 | 17 |
| 18  | 19 | 20 | 21 | 22 | 23 | 24 |
| 25  | 26 | 27 | 28 | 29 | 30 | 31 |

| 8월 |    |    |    |    |    |    |
| 일  | 월 | 화 | 수 | 목 | 금 | 토 |
| 1   | 2  | 3  | 4  | 5  | 6  | 7  |
| 8   | 9  | 10 | 11 | 12 | 13 | 14 |
| 15  | 16 | 17 | 18 | 19 | 20 | 21 |
| 22  | 23 | 24 | 25 | 26 | 27 | 28 |
| 29  | 30 | 31 |    |    |    |    |

| 9월 |    |    |    |    |    |    |
| 일  | 월 | 화 | 수 | 목 | 금 | 토 |
|     |    |    | 1  | 2  | 3  | 4  |
| 5   | 6  | 7  | 8  | 9  | 10 | 11 |
| 12  | 13 | 14 | 15 | 16 | 17 | 18 |
| 19  | 20 | 21 | 22 | 23 | 24 | 25 |
| 26  | 27 | 28 | 29 | 30 |    |    |

| 10월 |    |    |    |    |    |    |
| 일   | 월 | 화 | 수 | 목 | 금 | 토 |
|      |    |    |    |    | 1  | 2  |
| 3    | 4  | 5  | 6  | 7  | 8  | 9  |
| 10   | 11 | 12 | 13 | 14 | 15 | 16 |
| 17   | 18 | 19 | 20 | 21 | 22 | 23 |
| 24   | 25 | 26 | 27 | 28 | 29 | 30 |
| 31   |    |    |    |    |    |    |

| 11월 |    |    |    |    |    |    |
| 일   | 월 | 화 | 수 | 목 | 금 | 토 |
|      | 1  | 2  | 3  | 4  | 5  | 6  |
| 7    | 8  | 9  | 10 | 11 | 12 | 13 |
| 14   | 15 | 16 | 17 | 18 | 19 | 20 |
| 21   | 22 | 23 | 24 | 25 | 26 | 27 |
| 28   | 29 | 30 |    |    |    |    |

| 12월 |    |    |    |    |    |    |
| 일   | 월 | 화 | 수 | 목 | 금 | 토 |
|      |    |    | 1  | 2  | 3  | 4  |
| 5    | 6  | 7  | 8  | 9  | 10 | 11 |
| 12   | 13 | 14 | 15 | 16 | 17 | 18 |
| 19   | 20 | 21 | 22 | 23 | 24 | 25 |
| 26   | 27 | 28 | 29 | 30 | 31 |    |

### 음양력 대조 일람
| 음력월 | 월건 | 대소 | 음력 1일의 양력 월일 | 음력 1일 간지 |
| ------ | ---- | ---- | -------------------- | ------------- |
| 1월    | 병인 | 대   | 2월 16일             | 기해          |
| 2월    | 정묘 | 소   | 3월 18일             | 기사          |
| 3월    | 무진 | 소   | 4월 16일             | 무술          |
| 4월    | 기사 | 대   | 5월 15일             | 정묘          |
| 5월    | 경오 | 소   | 6월 14일             | 정유          |
| 6월    | 신미 | 소   | 7월 13일             | 병인          |
| 7월    | 임신 | 대   | 8월 11일             | 을미          |
| 8월    | 계유 | 소   | 9월 10일             | 을축          |
| 9월    | 갑술 | 대   | 10월 9일             | 갑오          |
| 10월   | 을해 | 대   | 11월 8일             | 갑자          |
| 11월   | 병자 | 대   | 12월 8일             | 갑오          |
| 12월   | 정축 | 소   | 2000년 1월 7일       | 갑자          |